# Подхребетное (озеро, Красноярский край)
Подхребе́тное или Киен-Кюёль — проточное озеро в Таймырском Долгано-Ненецком районе Красноярского края России. Располагается в южной части полуострова Таймыр, юго-западнее озера Лабаз, в левобережье среднего течения реки Боганида, на высоте 41 м над уровнем моря, за Северным полярным кругом, на просторах Северо-Сибирской низменности. Входит в состав водно-болотных угодий России «Озеро Курлуска и среднее течение реки Боганида».
Озеро овальной формы, ориентировано в меридиональном направлении. Площадь — 27,4 км². Площадь водосборного бассейна — 101 км². Из озера вытекает река Сыранская (Зырянка), впадает несколько ручьёв. Питание снеговое и дождевое. Покрыто льдом большую часть года. Озеро богато рыбой, водится ценный промысловый вид рыбы — пыжьян.
Код водного объекта в государственном водном реестре — 17040100111117600000984.